# Parabole du juge inique
Le Juge inique est une parabole tirée de l'Évangile selon Luc. Elle aborde le sujet de la prière et de sa constance. 

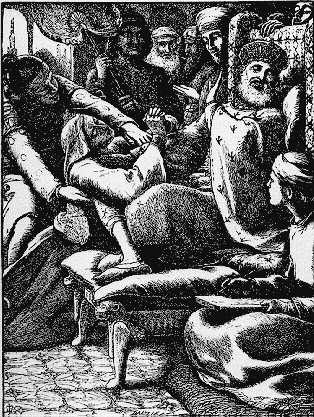
Parabole du Juge inique de John Everett Millais (1863)

## Texte
Évangile selon Luc, chapitre 18, versets 1 à 8 :
« Jésus leur adressa une parabole, pour montrer qu'il faut toujours prier, et ne point se relâcher. Il dit : Il y avait dans une ville un juge qui ne craignait point Dieu et qui n'avait d'égard pour personne. Il y avait aussi dans cette ville une veuve qui venait lui dire : Fais-moi justice de ma partie adverse. Pendant longtemps il refusa. Mais ensuite il dit en lui-même: Quoique je ne craigne point Dieu et que je n'aie d'égard pour personne, néanmoins, parce que cette veuve m'importune, je lui ferai justice, afin qu'elle ne vienne pas sans cesse me rompre la tête. Le Seigneur ajouta : Entendez ce que dit le juge inique. Et Dieu ne fera-t-il pas justice à ses élus, qui crient à lui jour et nuit, et tardera-t-il à leur égard ? Je vous le dis, il leur fera promptement justice. Mais, quand le Fils de l'homme viendra, trouvera-t-il la foi sur la terre ? »
Traduction d'après la Bible Louis Segond.

## Interprétation
Benoît XVI dans son homélie du dimanche 17 octobre 2010 parle de cette parabole. Il a dit lors de cet office exécuté en l'honneur de canonisés : « Si un juge inique se laisse, à la fin, convaincre par la prière d'une veuve, Dieu, qui est bon, exaucera d'autant plus celui qui le prie. Dieu, en effet, est la générosité en personne, Il est miséricordieux et Il est donc toujours disposé à écouter les prières. Donc, nous ne devons jamais désespérer, mais persévérer toujours dans la prière ».